# Robertsfors kyrka
Robertsfors kyrka är en kyrkobyggnad i Robertsfors. Den är församlingskyrka i Bygdeå församling i Luleå stift.

## Kyrkobyggnaden
Kyrkan har ett rektangulärt plan med ett smalare kor och en utskjutande sakristia. Kyrkan har vitputsade fasader och täcks av ett högt, skifferklätt sadeltak. Invändigt är kyrkan en salkyrka med vitputsade väggar och ett tunnvälvt tak, klätt med gråmålad träpanel. Kyrkorummet har fast bänkinredning. Korfönstret är komponerat av Bo Beskow och arkitekt för kyrkan var Ivar Tengbom, som även ritat den fristående klockbocken.

## Äldre kyrkor

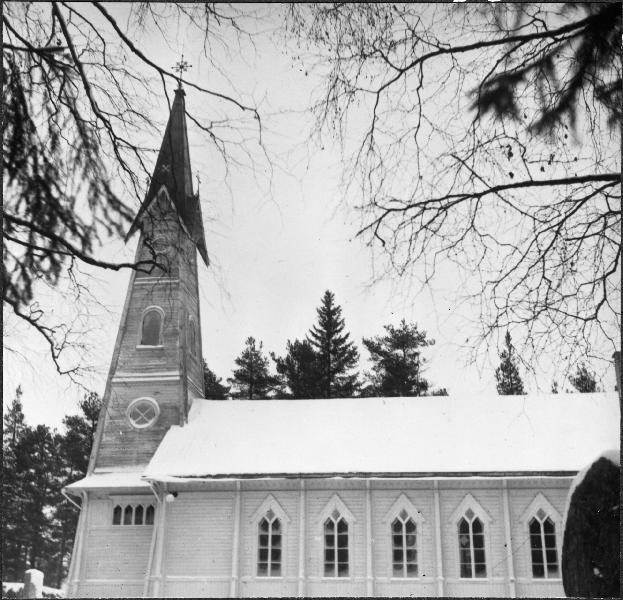
Robertsfors gamla kyrka, uppförd 1889.

År 1789 byggdes en kyrka för Robertsfors bruk. Den ersattes 1889 av en ny kyrka som beställts i monteringsfärdigt skick från AB Ekmans Mekaniska Snickerifabrik i Stockholm. Det var en långhuskyrka med utanpåliggande strävbågar. Den nya kyrkan blev emellertid snart för trång och den revs 1956 för att ge plats för den nuvarande kyrkan.